# إد ميلر
إد ميلر (بالإنجليزية: Ed Miller)‏ هو لاعب كرة قاعدة أمريكي، ولد في 24 نوفمبر 1888 في آنفيل مقاطعة لبانون ، بنسلفانيا ، الولايات المتحدة في الولايات المتحدة، وتوفي في 17 أبريل 1980 في لبنان في الولايات المتحدة.

## وصلات خارجية
- إد ميلر على موقعبيزبول رفرنس.كوم (الدوري الرئيسي) (الإنجليزية)
- إد ميلر على موقعبيزبول رفرنس.كوم (الدوري الثانوي) (الإنجليزية)